# SS Aorangi (1883)
Pour les autres navires du même nom, voir Aorangi.
Le SS Aorangi est un navire à passagers et un navire frigorifique construit par John Elder & Co. de Govan en Écosse pour la New Zealand Shipping Company et lancé en 1883. Il est affrété par la Royal Australian Navy (RAN) à partir d'avril 1914 jusqu'en 1915. En 1915, il est coulé volontairement pour devenir un blockship dans la baie de Scapa Flow . En 1920, il est renfloué mais coule de nouveau, à Kirk Bay.

## Carrière
John Elder & Co. de Govan construit l'Aorangi en tant que navire à passagers et frigorifique pour la New Zealand Shipping Company. Lancé en 1883, il transporte des passagers entre l'Angleterre et la Nouvelle-Zélande, avec des hébergements pour 80 passagers de première classe, 80 de deuxième classe et 250 passagers de troisième classe. Il est ensuite affrété, à partir de 1894, par la compagnie maritime australienne Huddart Parker (en), et subit un réaménagement majeur entre 1896 et 1897. Sa cheminée est allongée de 3 m (10 pieds) et on modifie les cabines pour passer à 80 couchettes en première classe et 50 couchettes en deuxième classe.
Après son radoub en 1897, le navire est remis en service sur la route Australie-Nouvelle-Zélande-San Francisco et cela inclut un service de fret et de passagers entre Honolulu et Vancouver. L'Aorangi transporte, à cette époque, une partie des immigrants portugais (en) qui viennent s'installer à Hawaï entre 1878 et 1911, lorsqu'il arrive le 16 février 1901 dans le port d'Honolulu, en provenance de Vancouver, avec un contingent de 23 immigrants portugais qui avaient été recrutés dans l'est des États-Unis pour travailler comme ouvriers contractuels dans les plantations de canne à sucre hawaïennes,. L'Aorangi continue à assurer le service entre l'Australie et les États-Unis jusqu'en 1914, date à laquelle il est immobilisé à Sydney.
En avril 1914, la Royal Australian Navy (RAN) affrète l'Aorangi et l'utilise comme navire ravitailleur. Cependant, il n'est pas commissionné dans la RAN mais est commandé par son équipage civil. Il est armé d'un canon de marine de 12 livres QF 12 cwt et participe à des opérations contre les colonies allemandes dans le Pacifique avec la force expéditionnaire terrestre et navale australienne et la flotte australienne. En 1915, il est rendu à ses propriétaires et vendu par la suite à l' Amirauté.

## Sort
Il est sabordé le 10 août 1915 à Holm Sound, dans la baie de Scapa Flow tant que blockship. En 1920, il est renfloué. Il se détache de son remorqueur et coule à Kirk Bay. Une autre version circule comme quoi il n'aurait pas coulé à cette époque mais a ensuite été utilisé comme navire-magasin à Malte, jusqu'en 1925, date à laquelle il est mis au rebut.